# Annabelle Mouloudji
Annabelle Mouloudji, née le 26 juillet 1967 à Paris, est une actrice et chanteuse française.

## Biographie
Fille de l'acteur et chanteur français Marcel Mouloudji, elle est connue pour sa carrière de chanteuse sous le nom d'Annabelle. Elle interprète le titre Fuis Lawrence d'Arabie en 1987 qui se classe en douzième position au Top 50. Suivent deux autres 45 tours : Casanova Solo et Impunément en 1988 qui ne connaîtront pas le même succès malgré une promotion assurée par des vidéoclips, notamment celui de Impunément qui est un véritable mini film d'une dizaine de minutes.
Elle débute dans le mannequinat, connait une carrière d'actrice avec les films Un été d'enfer (1984) et À nous les garçons (1985) et participe à quelques téléfilms comme Théroigne de Méricourt (1989) Trois nuits (1991) ou encore La Crim (1999).
Après sa brève carrière de chanteuse pop en 1987-1988, Annabelle reste très discrète et très peu médiatisée, en dépit de concerts de jazz réguliers dans les années 1990. En 1989, elle participe à la chanson collective Liban.
Elle fait une brève réapparition dans le monde musical en 2000 avec l'album de comptines pour enfants La Vie à découvrir de Victor et Amandine, qui n'a donc rien à voir avec ses titres pop des années 1980.
Elle participe en 2001 à l'album de reggae de Bruno Blum, Nuage d'Éthiopie, où elle chante le duo Si je reste et compose plusieurs chansons avec lui dont La Bombe glacée.
En 2004, elle signe la préface du livre écrit par Christian Pirot sur son père décédé.
En 2011, l'album Human Race présente la version anglaise de Si je reste, qui est, en fait, une reprise reggae d'une composition du groupe The Clash intitulée Should I Stay or Should I Go; cette reprise version reggae est largement diffusé par le réseau des radios indépendantes sur Internet.
La même année, elle publie son autobiographie, La p'tite Coquelicot, aux éditions Calmann-Lévy.
En 2014, à l'occasion des vingt ans de la disparition de son père, elle publie un livre hommage, Athée Oh Grâce à Dieu, en collaboration avec Grégory Mouloudji et Laurent Balandras, aux éditions Carpentier. Parallèlement, elle chante plusieurs titres sur l'album En souvenir des souvenirs, Hommage à Mouloudji (Discograph/ Harmonia Mundi), paru en mai 2014 : Un jour tu verras en duo avec Alain Chamfort, Enfin tu me viendras en duo avec Frédéric Lo et L'un à l'autre étranger.

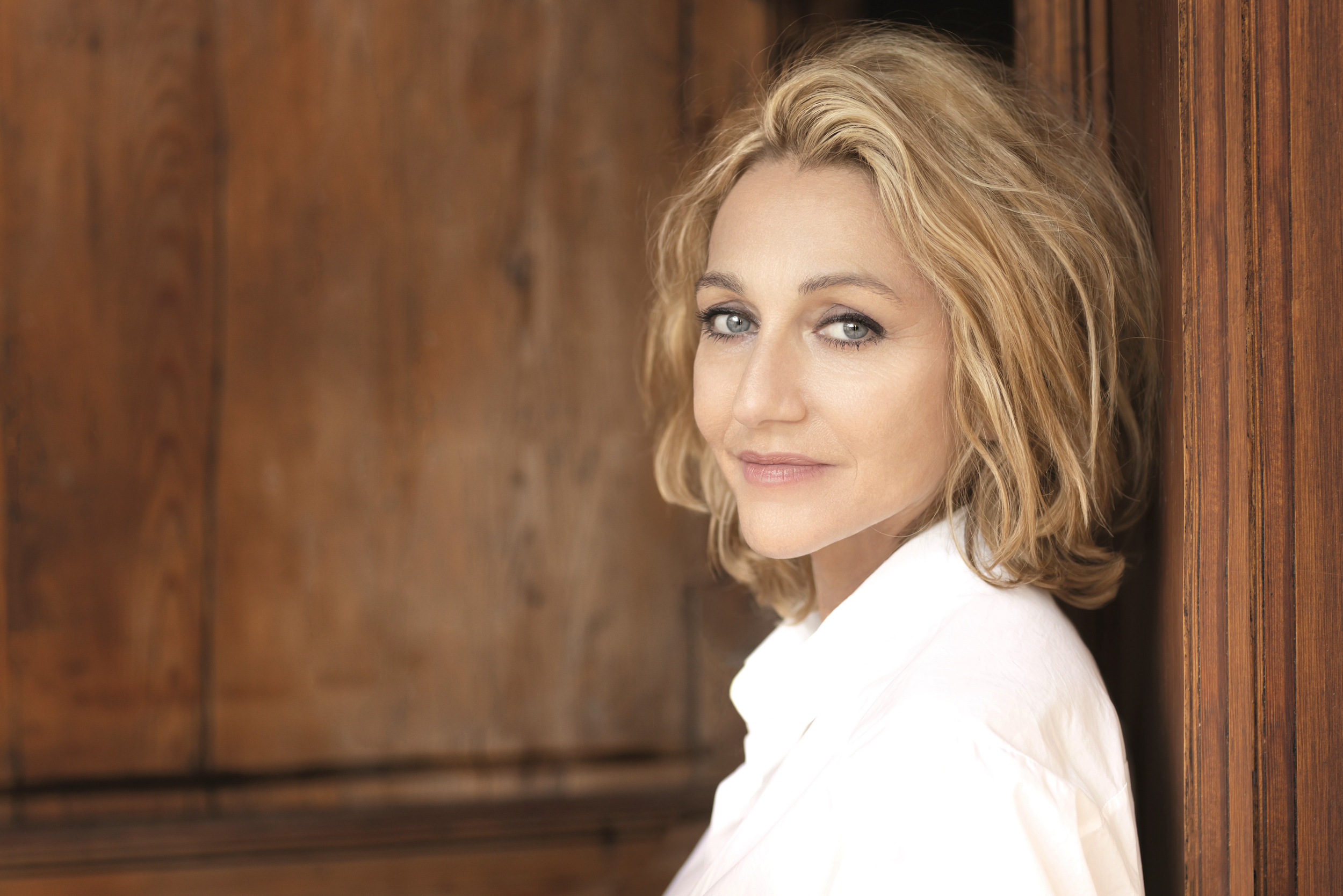
. Annabelle Mouloudji en 2023 (Stéphane Planchon)

Depuis 2015, elle est professeur de chant.

## Filmographie
- 1984 : Un été d'enfer de Michaël Schock
- 1984 : À nous les garçons de Michel Lang
- 1989 : La Messe en si mineur de Jean-Louis Guillermou
- 1990 : Le Voyageur, ép. « Windows » de René Manzor